# Aenne Schwarz

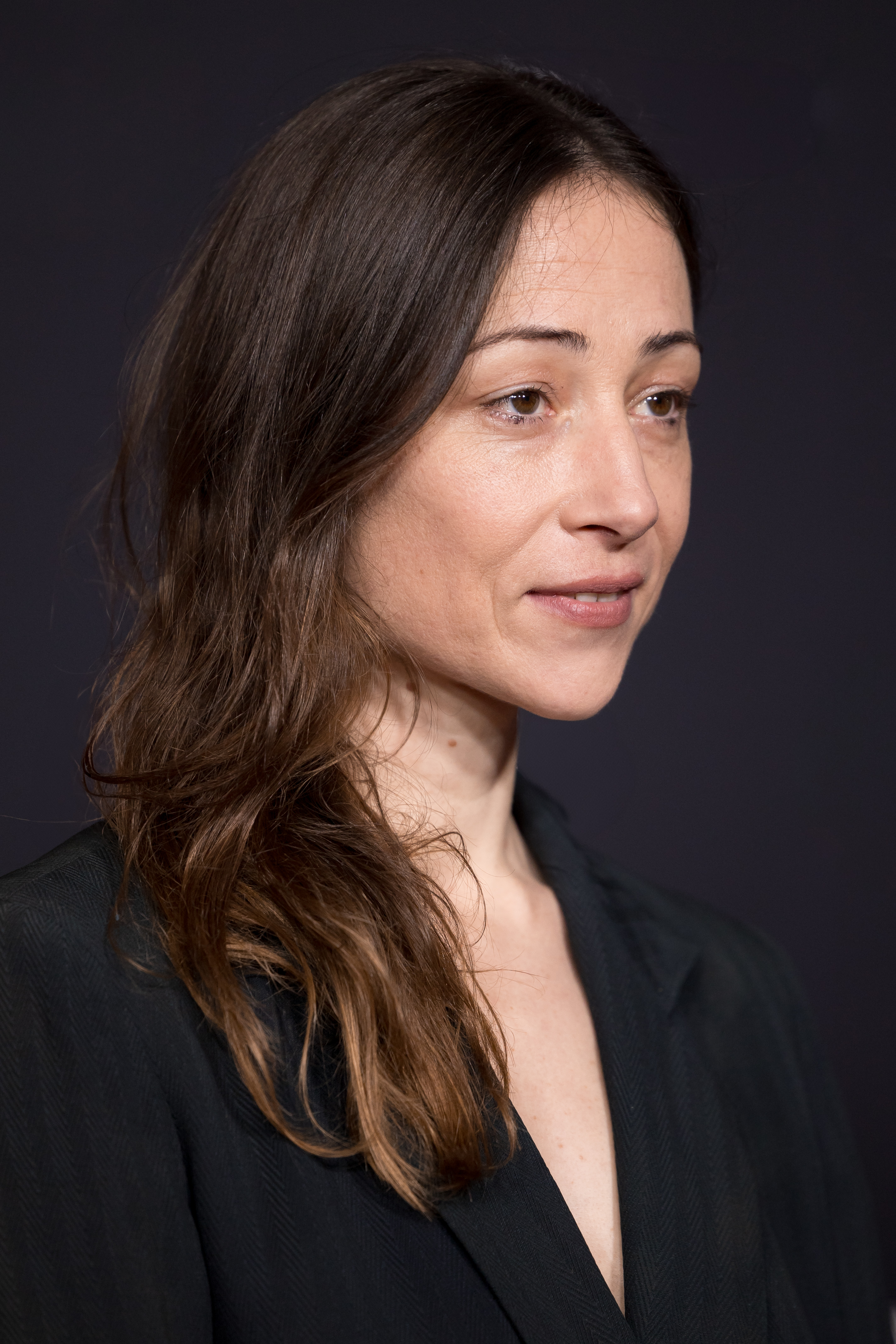
Aenne Schwarz (2024)

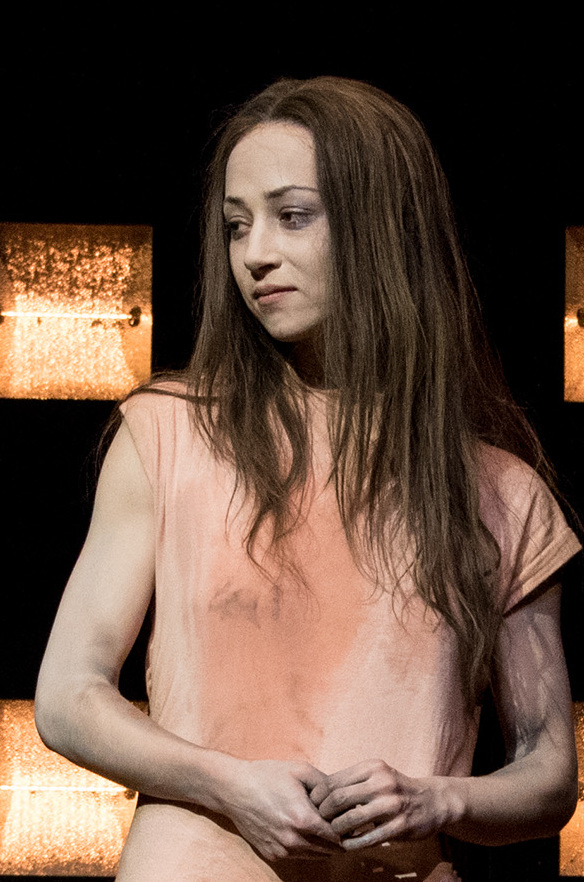
Aenne Schwarz als Antigone am Wiener Burgtheater (2015)

Aenne Schwarz (* 17. September 1983 in Filderstadt, Baden-Württemberg) ist eine deutsche Schauspielerin.

## Leben
Aenne Schwarz war von 1996 bis 2000 im Ensemble des Naturtheaters Grötzingen. Nach dem Grundstudium der Germanistik, Philosophie und Religionswissenschaft an der FU Berlin absolvierte sie von 2007 bis 2011 ein Schauspielstudium an der Hochschule für Schauspielkunst „Ernst Busch“ Berlin.
Schon während ihrer Studienzeit arbeitete Aenne Schwarz an verschiedenen Berliner Theaterbühnen als Gast, so war sie 2009 am Deutschen Theater in William Shakespeares Hamlet und 2011 in Friedrich Hebbels Judith unter der Regie von Andreas Kriegenburg zu sehen. 2009 spielte sie in Der kleine Bruder unter der Regie von Leander Haußmann.
Von 2011 bis 2013 war Aenne Schwarz festes Ensemblemitglied des Maxim Gorki Theaters in Berlin. In dieser Zeit arbeitete sie mehrfach mit Armin Petras und Antú Romero Nunes zusammen. Die Räuber unter der Regie von Nunes erhielt den Friedrich-Luft-Preis 2012. Ab der Spielzeit 2013/14 bis 2019 war sie festes Ensemblemitglied am Wiener Burgtheater und spielte als Gast am Schauspielhaus Stuttgart, am Thalia Theater Hamburg und am Deutschen Schauspielhaus Hamburg. Von 2020 bis 2023 war Aenne Schwarz Ensemblemitglied am Theater Basel. Seit der Spielzeit 23/24 ist sie Gast am Theater Basel. Sie gehört zum Ensemble des Renaissance Theaters Berlin.
Neben ihrer Arbeit am Theater ist Aenne Schwarz in Film- und Hörfunkproduktionen tätig. Noch während des Studiums spielte sie in Uli Edels Zeiten ändern Dich an der Seite von Moritz Bleibtreu und Hannelore Elsner und war mit Echolot unter der Regie von Athanasios Karanikolas auf der Berlinale 2013 zu sehen. In der mehrfach ausgezeichneten Kinoproduktion Vor der Morgenröte stand sie 2015 neben Josef Hader und Barbara Sukowa als Lotte Zweig  vor der Kamera. Für ihre Hauptrolle als Vergewaltigungsopfer in Eva Trobischs Spielfilm Alles ist gut wurde sie mehrfach ausgezeichnet.
Im November 2023 wurde sie Mitglied der Deutschen Filmakademie. Aenne Schwarz lebt in Wien und Berlin.

## Filmografie (Auswahl)
- 2007: Echtes Spiel, Kurzfilm. Regie: Maryna Shchipak
- 2010: Zeiten ändern Dich. Regie: Ulli Edel
- 2013: Echolot. Regie: Athanasios Karanikolas
- 2013: 9½, mittellanger Film. Regie: Nina Hellmuth
- 2016: Am Ende ist man tot. Regie: Daniel Lommatzsch
- 2014: Willkommen im Klub. Regie: Andreas Schimmelbusch
- 2015: Lakoniker. Regie: Nina Hellmuth
- 2016: Vor der Morgenröte. Regie: Maria Schrader
- 2018: Alles ist gut. Regie: Eva Trobisch
- 2018: Tagundnachtgleiche. Regie: Lena Knauss
- 2018: Endlich Leben. Regie: Jan Bonny
- 2019: Waren einmal Revoluzzer. Regie: Johanna Moder
- 2019: Wir wären andere Menschen
- 2019: Blind ermittelt – Das Haus der Lügen. Regie: David Nawrath (Alternativtitel: Der Feuerteufel von Wien)
- 2020: Tochnit Aleph – Plan A. Regie: Doron Paz, Yoav Paz
- 2020: Wir, die Kinder. Regie: Christopher Roth
- 2021: Nebenan. Regie: Daniel Brühl
- 2021: Plan A
- 2021: Frida
- 2022: Servus Papa, See You in Hell
- 2022: Tatort: Leben Tod Ekstase (Fernsehreihe)
- 2023: Bis ans Ende der Nacht
- 2023: Schock
- 2024: Alle die Du bist
- 2024: Tatort: Schau mich an
- 2025: Zweitland

## Theater (Auszug)
- 2009: Der Kleine Bruder, bat Studiotheater. Regie: Leander Haußmann
- 2009: Hamlet, Deutsches Theater. Regie: Andreas Kriegenburg
- 2010: Judith, Deutsches Theater. Regie: Andreas Kriegenburg
- 2011: Die Wohlgesinnten, Maxim Gorki Theater. Regie: Armin Petras
- 2011: Der Kirschgarten, Sophiensäle Berlin. Regie: Thorsten Lensing
- 2012: Die Räuber, Maxim Gorki Theater. Regie: Antú Romero Nunes
- 2013: Demenz Depression und Revolution, Maxim Gorki Theater. Regie: Armin Petras
- 2014: Das Geisterhaus, Wiener Burgtheater. Regie: Antú Romero Nunes
- 2014: Die Möwe, Wiener Akademietheater. Regie: Jan Bosse
- 2015: Die Macht der Finsternis, Wiener Akademietheater. Regie: Antú Romero Nunes[6]
- 2015: Antigone, Wiener Burgtheater. Regie: Jette Steckel
- 2015: Wassa Schelesnowa, Wiener Burgtheater. Regie: Andreas Kriegenburg
- 2016: Drei Schwestern, Wiener Burgtheater. Regie: David Bösch
- 2017: Pension Schöller, Wiener Burgtheater. Regie: Andreas Kriegenburg
- 2017: Die Orestie, Wiener Burgtheater. Regie: Antú Romero Nunes
- 2017: Paradies fluten, Wiener Akademietheater. Regie: Robert Borgmann
- 2018: Hotel Strindberg, Wiener Akademietheater. Regie: Simon Stone
- 2019: Neverland, Thalia Theater, Hamburg. Regie: Antú Romero Nunes
- 2020: Ivanov, Deutsches Schauspielhaus Hamburg. Regie: Karin Beier
- 2020: Metamorphosen, Theater Basel. Regie: Antú Romero Nunes
- 2022: Ein Sommernachtstraum, Theater Basel. Regie: Antú Romero Nunes

## Auszeichnungen
- 2018: Förderpreis Neues Deutsches Kino als beste Nachwuchsschauspielerin für Alles ist gut[7]
- 2018: Thessaloniki Film Festival, beste Darstellerin für Alles ist gut
- 2018: International Film Festival and Awards Macao, beste Darstellerin für Alles Ist gut[8]
- 2018: Festival international du film de Marrakech, beste Darstellerin für Alles ist gut[9]
- 2018: SUBTITLE European Film Festival, Angela Award, beste Darstellerin für Alles ist gut
- 2019: Angers European First Film Festival, Mademoiselle Ladubay Award, beste Darstellerin für Alles ist gut
- 2019: Preis der deutschen Filmkritik, Nominierung: beste Darstellerin für Alles ist gut
- 2019: Deutscher Filmpreis, Nominierung: beste Darstellerin für Alles ist gut